# 保罗·博伊尔

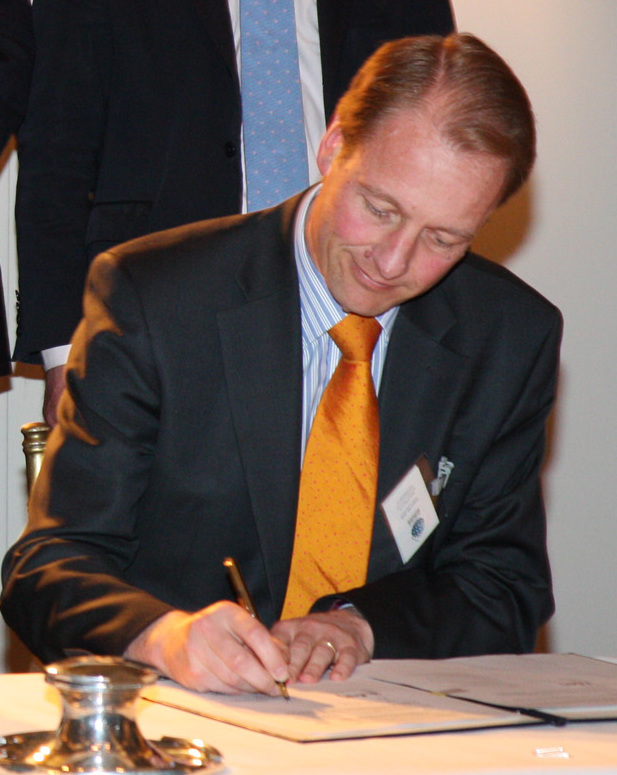
2012年的保罗·博伊尔

保罗·约瑟夫·博伊尔（1964年11月16日—，CBE，FRSE，FBA），是一名英国地理学家、教育家和学校管理者。

## 生平
2014年至2019年期间，担任莱斯特大学副校长。1999年至2014年，他担任圣安德鲁斯大学的人文地理学教授。2010年至2014年，他还兼任经济和社会研究理事会的首席执行官。2018/2019学年末，接任斯旺西大学副校长。

## 荣誉
2006年，博伊尔当选为爱丁堡皇家学会院士。2013年，他当选英国国家学术院院士。在2016年新年授勋仪式上，他因社会科学的研究而获得大英帝国勋章。

## 代表作品
- Boyle, Paul; Halfacree, Keith (编). . London: Routledge. 2002. ISBN 978-1-134-69513-3.
- Boyle, Paul; Halfacree, Keith H.; Robinson, Vaughan. . London: Routledge. 2014  [2020-05-15]. ISBN 978-1-317-89087-4. （原始内容存档于2016-06-10）.